# Damias gelida
Damias gelida är en fjärilsart som beskrevs av Walker sensu Hampson 1900. Damias gelida ingår i släktet Damias och familjen björnspinnare. Inga underarter finns listade i Catalogue of Life.